# Il était une fois... (album)
 (août 2016).
Albums de Black M
Éternel Insatisfait
(2016) Alpha Pt.1
(2021)
Albums studio de Black M
Éternel Insatisfait
(2016) La Légende Black
(2023)
Singles
1. Bon (Prologue)
Sortie : 3 juin 2019
2. Mon beau frère
Sortie : 13 juin 2019
3. Dans mon délire (feat. Heuss l'Enfoiré & Soolking)
Sortie : 23 août 2019
4. Ainsi valse la vie
Sortie : 20 novembre 2019
5. Léa
Sortie : 26 février 2020

Il était une fois... est le troisième album solo du rappeur français Black M, sorti le 13 septembre 2019. Il est composé de 16 morceaux dont 9 featurings avec Bigflo et Oli, Barbara Pravi, Heuss l'Enfoiré, Soolking, PLK, Koba LaD et Niro.

## Genèse
En septembre 2018, Black M annonce sur les réseaux sociaux qu'il prépare son troisième album, qui doit sortir en septembre 2019 et être accompagné d'une tournée. Il sort le premier extrait de ce futur album le 3 juin 2019 qui se nomme Bon (Prologue),. Le 13 septembre 2019, trois ans après la sortie de son précédent opus, Black M publie son troisième album studio, Il était une fois.

## Réception commerciale
Lors de sa première semaine d'exploitation, le disque ne s'écoule qu'à seulement 5 600 exemplaires, atteignant les 9 000 ventes au bout de la troisième semaine et finira avec 35 000 ventes. Une performance décevante pour l'artiste au vu des ventes de ses précédents albums. Malgré une bonne promotion et plusieurs passages à la télévision, le disque est un réel échec commercial.

## Clips vidéos
Black M a proposé en tout cinq clips.
- Bon (Prologue) : 3 juin 2019
- Mon beau-frère : 13 juin 2019
- Dans mon délire (feat. Heuss l'Enfoiré & Soolking) : 23 août 2019
- Ainsi valse la vie : 20 novembre 2019
- Léa : 26 février 2020
- Maître Yaya : 22 décembre 2023

## Liste des titres
| No  | Titre                                                        | Auteur                                                  | Compositeur(s)                                            | Durée |
| --- | ------------------------------------------------------------ | ------------------------------------------------------- | --------------------------------------------------------- | ----- |
| 1.  | Bon (Prologue)                                               | Black M                                                 | MKL                                                       | 2:43  |
| 2.  | Mon beau frère                                               | Black M, Vianney, Maska                                 | Vianney                                                   | 3:33  |
| 3.  | Ainsi valse la vie                                           | Black M, Vianney, Maska                                 | Vianney                                                   | 3:23  |
| 4.  | Léa                                                          | Black M, Maska                                          | Barack Adama, DST The Danger, Unfazzed, Wladimir Pariente | 2:10  |
| 5.  | Sale journée (feat. Bigflo et Oli)                           | Black M, Bigflo, Oli, Abou Tall                         | MKL                                                       | 3:46  |
| 6.  | Oh Mama                                                      | Black M, Nazim Khaled                                   | Bersa                                                     | 3:04  |
| 7.  | Lucien                                                       | Black M, Disiz, Maska                                   | Jo A Touch                                                | 3:49  |
| 8.  | Monsieur l'agent (feat. Naylinz)                             | Black M, Naylinz                                        | MKL                                                       | 3:06  |
| 9.  | No No No (feat. PLK)                                         | Black M, PLK, Barack Adama, Maska                       | DST The Danger, Wladimir Pariente                         | 3:01  |
| 10. | Pervers narcissique (avec la participation de Barbara Pravi) | Black M, Barbara Pravi, Maska                           | Nino Vella                                                | 4:05  |
| 11. | Dans mon délire (feat. Heuss l'Enfoiré & Soolking)           | Black M, Heuss l'Enfoiré, Soolking, Barack Adama, Maska | FB Cool, DJ Hcue                                          | 3:32  |
| 12. | Like                                                         | Black M                                                 | MKL, Nyadjiko                                             | 3:50  |
| 13. | Autour de moi (feat. Koba LaD & Niro)                        | Black M, Koba LaD, Niro, Abou Tall                      | MKL                                                       | 4:25  |
| 14. | Maître Yaya                                                  | Black M, Barack Adama, Abou Tall                        | Kandia Kora, Nyadjiko                                     | 4:02  |
| 15. | Maman j'arrive                                               | Black M, Vianney                                        | Vianney, Nino Vella                                       | 4:51  |
| 16. | Doutes (Épilogue)                                            | Black M, Barack Adama, Maska                            | Nino Pella, Wladimir Pariente                             | 3:08  |

## Classements
| Classement (2019-2020)       | Meilleure position |
| ---------------------------- | ------------------ |
| Belgique (Wallonie Ultratop) | 18                 |
| France (SNEP)                | 9                  |
| Suisse (Charts Romandie)     | 19                 |

### Classements en fin d'année
| Classements (2019) | Position |
| ------------------ | -------- |
| France (SNEP)      | 155      |